# Lijst van gevolmachtigd ministers van Aruba
De lijst van gevolmachtigde ministers van Aruba geeft een overzicht van de gevolmachtigde ministers (GevMin) van het land Aruba in Den Haag, sinds het verkrijgen van de landstatus op 1 januari 1986.
| N.º | Naam                  | Kabinet                      | Periode                             | Partij GevMin |
| --- | --------------------- | ---------------------------- | ----------------------------------- | ------------- |
| 1   | John Merryweather     | Henny Eman I                 | 10 januari 1986 - 11 februari 1989  | PPA           |
| 2   | Roland Laclé          | Oduber I                     | 9 februari 1989 - 7 maart 1991      | MEP           |
| 3   | Ella Tromp-Yarzagaray | Oduber I                     | 8 maart 1991 - 1 maart 1993         | MEP           |
| 4   | Candelario Wever      | Oduber II                    | 2 maart 1993 - 1 september 1994     | MEP           |
| 5   | Mito Croes            | Henny Eman II Henny Eman III | 1 september 1994 - 30 oktober 2001  | AVP           |
| (3) | Ella Tromp-Yarzagaray | Oduber III                   | 30 oktober 2001 - 7 november 2005   | MEP           |
| 6   | Frido Croes           | Oduber IV                    | 8 november 2005 - 31 oktober 2009   | MEP           |
| 7   | Edwin Abath           | Mike Eman I                  | 1 november 2009 - 13 november 2013  | AVP           |
| 8   | Alfonso Boekhoudt     | Mike Eman II                 | 14 november 2013 - 1 november 2016  | partijloos    |
| 9   | Juan David Yrausquin  | Mike Eman II                 | 16 november 2016 - 17 november 2017 | AVP           |
| 10  | Guillfred Besaril     | Wever-Croes I Wever-Croes II | 20 november 2017 - 1 juli 2022      | MEP           |
| 11  | Ady Thijsen           | Wever-Croes II               | 13 oktober 2022 - heden             | MEP           |

Zie de lijst van gevolmachtigd ministers van de Nederlandse Antillen voor de periode 1955-1985.